# Schnittverfahren
Als Schnittverfahren oder Einschneiden werden in Vermessungswesen und Geodäsie verschiedene Methoden der Punkteinmessung bezeichnet, bei der Geradenschnitte zum Einsatz kommen. Mit dem Theodolit oder Tachymeter werden die Neupunkte von bekannten Punkten (Vermessungspunkten) aus angezielt -- oder umgekehrt -- und durch diese Richtungsmessungen der Schnittpunkt bestimmt.
Die Schnittmethoden waren früher, als es noch keine Distanzer für die elektronische Streckenmessung gab, Standard für alle größere Entfernungen über etwa 200 Meter. Für nahe Punkte wurde die Richtungs-  und Streckenmessung (mit Theodolit und Maßband) kombiniert -- siehe Polaraufnahme.
Im Regelfall genügt für die Schnittberechnung die zweidimensionale Lösung (in der Ebene des verwendeten Koordinatensystems), allenfalls ergänzt durch zusätzliche Höhenmessung zum Neupunkt. Wenn der Einfluss der Erdkrümmung hingegen zu groß wird (ab Visurlängen von einigen Kilometern), ist eine dreidimensionale Lösung der Schnittaufgabe vorzuziehen.
Schnittmethoden mit reiner Richtungsmessung sind:
1. der Vorwärtsschnitt: Messung zum Neupunkt von zwei bekannten Punkten aus (mit gegenseitiger Sicht)
2. der Seitwärtsschnitt: Messung von einem bekannten Punkt sowie im Neupunkt
3. der Rückwärtsschnitt: Messung im Neupunkt nach drei bekannten Punkten (siehe jedoch gefährlicher Kreis).

Seltener gebrauchte Verfahren sind u. a.
- der Bogenschnitt (Bogenschlag): Schnitt zweier Kreise, Punkteinmessung durch zwei Strecken
- Schnitte durch Kombination von Richtungs- und trigonometrische Höhenmessung
- die Stellartriangulation: Schnitt zweier Messebenen am Sternhimmel.

Mit Schnittverfahren können auch ganze Vermessungsnetze aufgebaut werden – siehe Triangulation (Geodäsie) und Trilateration.
Siehe auch: Freie Standpunktwahl, Sperrmaß